# Birger Fredrik Rothoff
Birger Fredrik Rothoff, född 10 mars 1759 i Eskilstuna stadsförsamling, Södermanlands län, död 3 maj 1831 i Fors församling, Södermanlands län, var en svensk industriidkare och lanthushållare.

## Biografi
Birger Rothoff var son till brukspatronen Isaac Rothof och borgmästardottern Christina Ström från Stockholm samt sonson till Fredrik Rothof.
Rothoff blev efter avlagd bergsexamen i Uppsala auskultant i Bergskollegium 1778, underbyggmästare vid Strömsholms slussverk 1779 och vice proberare i Bergskollegium 1780. Han övertog 1782 förvaltningen av sin och sina bröders fäderneärvda bruksegendom, Carl Gustafs stads järn- och stålmanufakturverk vid Eskilstuna.
Rothoff var en av de första, som i svenska lanthushållningen införde växelbruk, stallfodring och bruket av såningsmaskiner och andra redskap. Åren 1799–1819 var han förlagsman för Eskilstuna fristad, som då vann stor förkovran. Han utnämndes 1809 till bergsråd, adlades 1812, blev samma år ledamot av Vetenskapsakademien och fick flera gånger av regeringen med uppdrag rörande bergshanteringen. Han deltog i riksdagarna 1809 och 1810 som ombud för Eskilstuna stad. Rothoff adlades 19 mars 1812 och introducerades samma år på Riddarhuset under nummer 2219 med namnet Rothoff tidigare Rothof. Han deltog som huvudman för sin adliga ätt i riksdagarn 1812, 1815 och 1817 samt var därunder ledamot av olika utskott.
Hans hustru var Magdalena af Geijerstam, dotter till bergsrådet Emanuel af Geijerstam och Sara Piscator. En av deras söner var Emanuel Rothoff. De andra barnen var Birger Fredrik Rothoff, t.f. justitiekansler, och Isak Rothoff, löjtnant vid Svea Artilleri. Ingen av sönerna fick barn och yngsta sonen Birger Fredrik slöt ätten 1858.